# Háromszínű csiröge
A háromszínű csiröge (Agelaius tricolor)  a madarak osztályába, a verébalkatúak rendjébe és a csirögefélék családjába tartozó faj.

## Rendszerezése
A fajt John James Audubon amerikai ornitológus írta le 1837-ben, az Icterus nembe Icterus tricolor néven.

## Előfordulása
Az Amerikai Egyesült Államok nyugati részén és Mexikó területén honos. Természetes élőhelyei a tavak, folyók, patakok és mocsarak környéke, valamint szántóföldek. Állandó, nem vonuló faj.

## Megjelenése
Testhossza 22 centiméter, testtömege 60-79 gramm.
|  |  |

## Életmódja
Ízeltlábúkkal és magvakkal táplálkozik.

## Természetvédelmi helyzete
Az elterjedési területe elég nagy, de csökken, egyedszáma is csökken, mivel a fészkelő és táplálkozási élőhelye fogy, ahogy az elfogyasztható rovarok száma is. A Természetvédelmi Világszövetség Vörös listáján veszélyeztetett fajként szerepel.